# Cerkiew św. Teodosija Peczerskiego w Malawie
Cerkiew św. Teodosija Peczerskiego w Malawie – murowana cerkiew greckokatolicka pod wezwaniem św. Teodosija Peczerskiego znajduje się w Malawie, w gminie Bircza, w powiecie przemyskim, znajdująca się obecnie pod opieką rzymskokatolickiej parafii Wniebowstąpienia Pańskiego w Lipie. 
Jest to cerkiew trójdzielna z trójbocznie zamkniętym prezbiterium. Nad babińcem znajduje się szkieletowa wieża pokryta wspólnym z nawą dachem dwukalenicowym z trzema hełmami, wewnątrz znajduje się polichromia z XIX wieku. 
Cerkiew została zbudowana w 1897 na miejscu wcześniejszej drewnianej świątyni, została odnowiona w pierwszej połowie XIX wieku. Po wojnie przez wiele lat (co najmniej do 1975) była wykorzystywana jako magazyn nawozów sztucznych miejscowego PGR. W 1990 odzyskana przez Cerkiew greckokatolicką, przez wiele lat remontowana. Obecnie filialny kościół rzymskokatolicki.

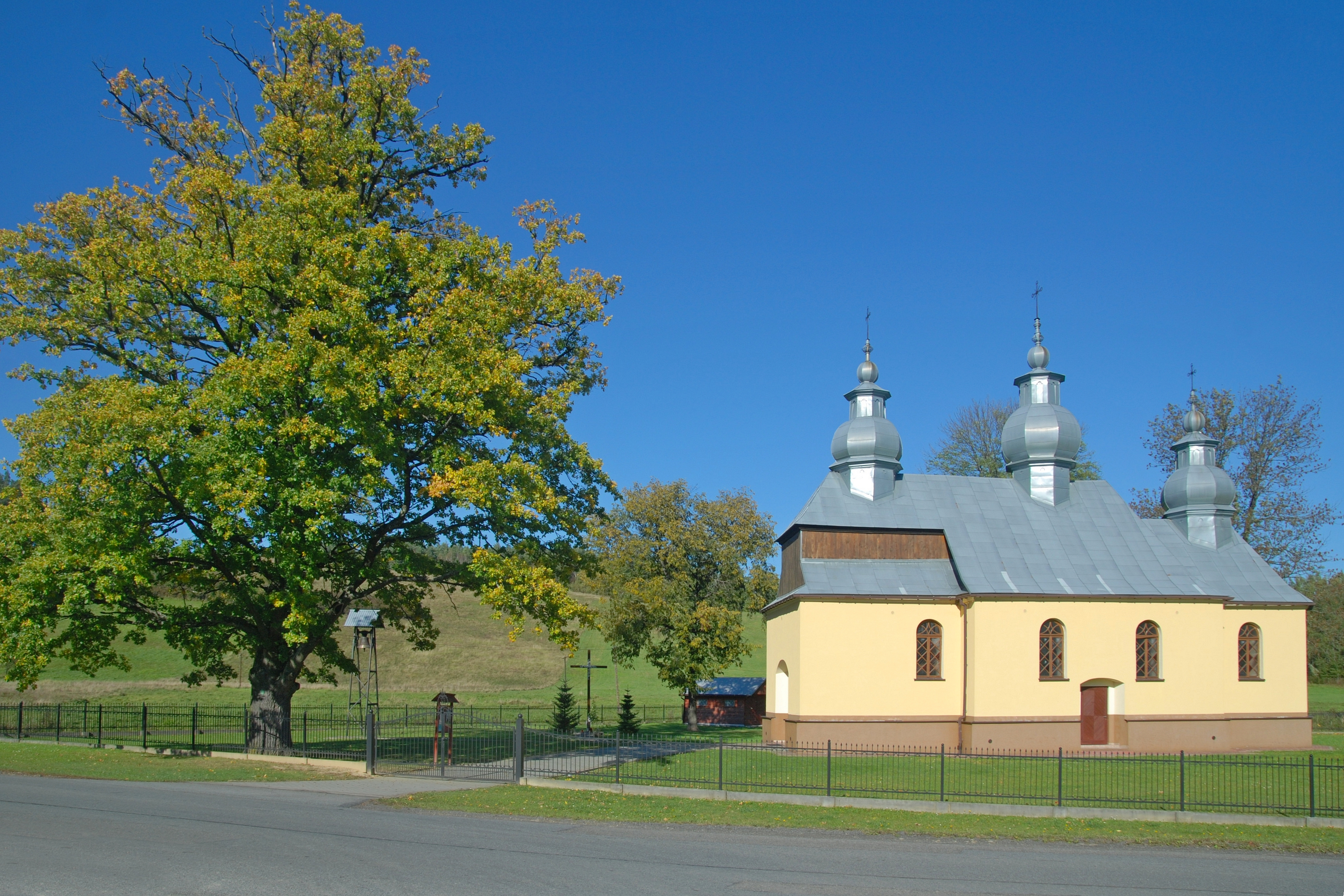
Widok ogólny
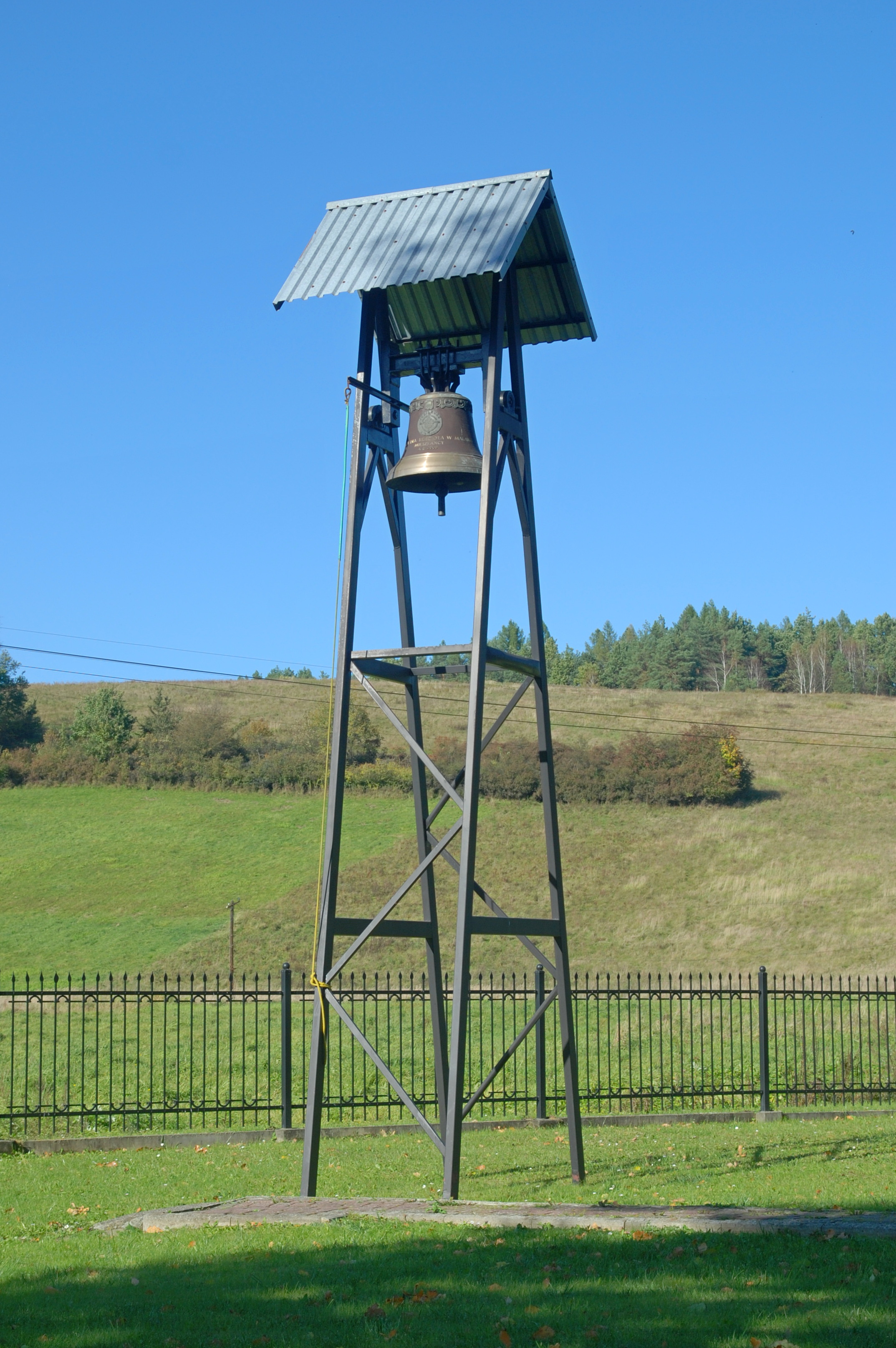
Dzwonnica
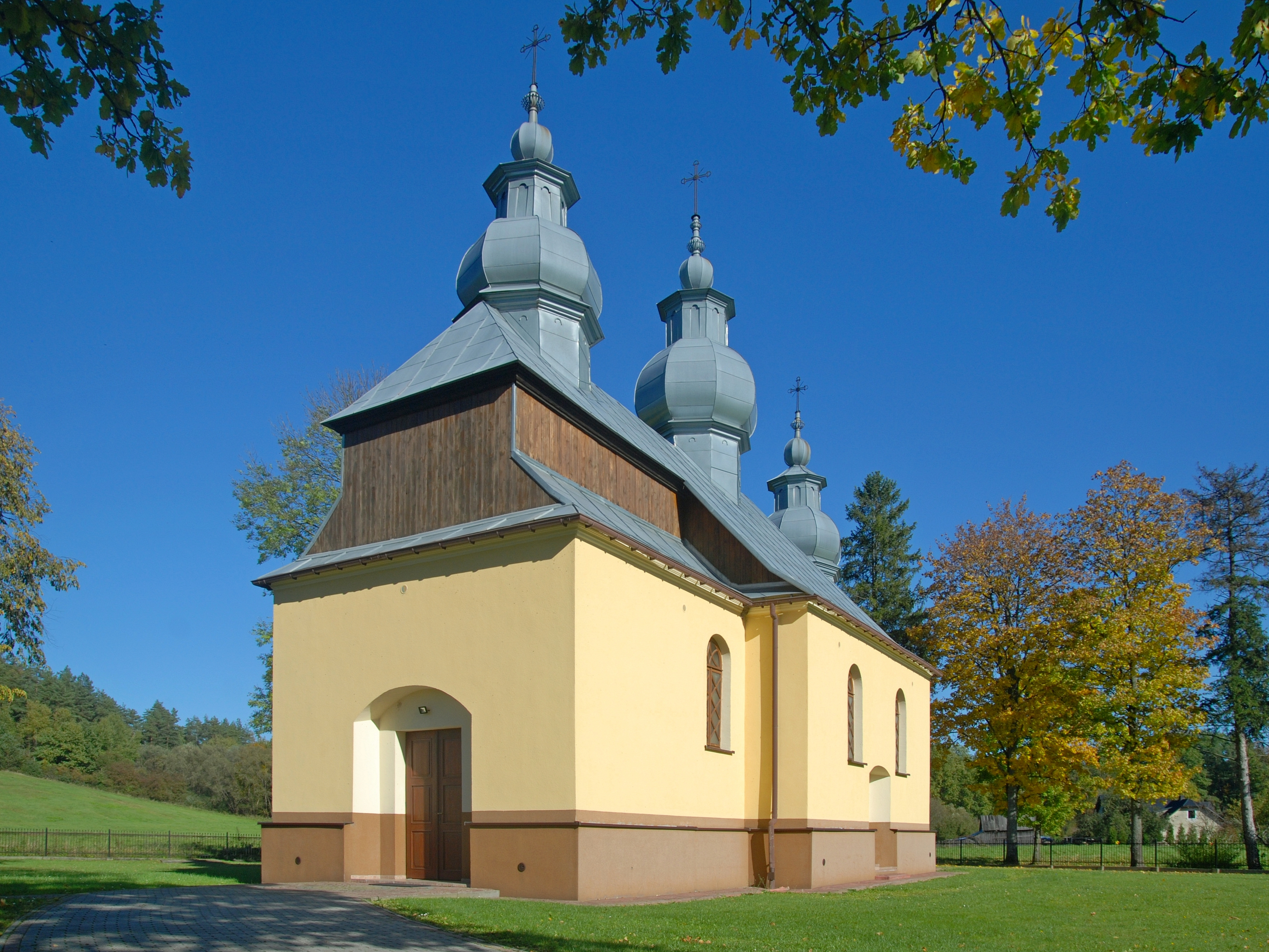
Elewacja frontowa